# Větřní
Větřní – gmina w Czechach, w powiecie Český Krumlov, w kraju południowoczeskim. Według danych z dnia 1 stycznia 2013 liczyła 4 126 mieszkańców.

## Współpraca
Miejscowość partnerska:
- Lotzwil, Szwajcaria